# CAGE FORCE 10
CAGE FORCE 10（ケージ・フォース・テン）は、日本の総合格闘技団体「CAGE FORCE」の大会の一つ。2009年4月25日、東京都江東区有明のディファ有明で開催された。

## 大会概要
メインイベントで行われる予定であった弘中邦佳 vs. マーカス・ドナヒューの試合はドナヒューの体重超過により中止となり、弘中の失格勝ちとなった。

## 試合結果

### プレリミナリー・ファイト
プレリミナリー・ファイト バンタム級 3分3R
○  横山真樹 vs.  田口亮 ×
1R 1:04 アームロック

### 本戦カード
第1試合 ウェルター級 3分3R
○  大勝☆ケン vs.  吉岡哲也 ×
1R終了時 TKO（ドクターストップ：左瞼カット）
第2試合 ライトヘビー級 3分3R
○  森川修次 vs.  小川健 ×
3R終了 判定3-0
※森川の体重超過によりミドル級から変更。
第3試合 ミドル級 3分3R
△  村山暁洋 vs.  一慶 △
3R終了 判定0-0
第4試合 フェザー級 3分3R
○  高橋渉 vs.  西野聡 ×
2R 1:05 TKO（ドクターストップ：側頭部カット）
第5試合 ライト級 5分3R
○  金原泰義 vs.  エリヤ ×
2R 3:00 TKO（レフェリーストップ：パウンド）
第6試合 フェザー級 5分3R
○  中村"アイアン"浩士 vs.  美木航 ×
3R終了 判定2-0
第7試合 ウェルター級 5分3R
○  宮澤元樹 vs.  長岡弘樹 ×
1R 3:20 チョークスリーパー
第8試合 ライト級 5分3R
○  弘中邦佳 vs.  マーカス・ドナヒュー ×
失格（体重超過）